# Tumbiscatío de Ruiz
Tumbiscatío de Ruiz es una localidad del estado mexicano de Michoacán, cabecera del municipio de Tumbiscatío.

## Toponimia
El nombre Tumbiscatío que se interpreta como «lugar donde hay racimos».

## Ubicación
La ciudad de Tumbiscatío de Ruiz se encuentra aproximadamente en la ubicación 18°31′26″N 102°22′37″O / 18.52389, -102.37694, a una altitud de 913 m s. n. m., y a una distancia de 252 km de la capital del estado.

## Demografía
Según los datos registrados en el censo de 2020, la población de Tumbiscatío de Ruiz es de 2486 habitantes, lo que representa un decrecimiento promedio de -1.2% anual en el período 2010-2020 sobre la base de los 2801 habitantes registrados en el censo anterior. Ocupa una superficie de 1.982 km², lo que determina al año 2020 una densidad de 1254 hab/km².
En 2020 el 49.7% de la población (1236 personas) eran hombres y el 50.3% (1250 personas) eran mujeres. El 59.1% de la población tenía edades comprendidas entre los 15 y los 64 años.
La población de Tumbiscatío de Ruiz está mayoritariamente alfabetizada, (11.50% de personas mayores de 15 años analfabetas, según relevamiento del año 2020), con un grado de escolaridad en torno a los 6.5 años. 

El 97.7% de los habitantes de Tumbiscatío de Ruiz profesa la religión católica.
En el año 2010 estaba clasificada como una localidad de grado alto de vulnerabilidad social. Según el relevamiento realizado, 1221 personas de 15 años o más no habían completado la educación básica, —carencia conocida como rezago educativo—, y 1081 personas no disponían de acceso a la salud.

### Población de Tumbiscatío de Ruiz 1900-2020[9]
| Gráfica de evolución demográfica de Tumbiscatío de Ruiz entre 1900 y 2020                         |
|                                                                                                   |
| Población de los censos del Instituto Nacional de Estadística y Geografía (INEGI) de 1910 a 2020. |